# Bastille (pel·lícula)
Bastille és una pel·lícula holandesa de Rudolf van den Berg amb Derek de Lint i Evelyne Dress al paper principal.
El guió de la pel·lícula es basa en el llibre La Place de la Bastille de Leon de Winter, també conegut com a De Burght.
El director Rudolph van den Berg va rebre la seva segona Vedella d'Or al millor director. Bastille va ser un èxit als cinemes.

## Argument
El professor d'història Paul de Wit, un home de quaranta anys, ho està passant malament. Està casat, té una feina sòlida, però li ha començat a no agradar-li res de la seva vida. Ell i la seva dona s'han anat separant al llarg dels anys i la seva feina com a professor li satisfà poc o res. Fa anys que treballa en el llibre sobre la fugida del rei Lluís XVI durant la Revolució Francesa. Quan Lluís i la seva dona van arribar a Varennes, van ser detinguts pels revolucionaris i enviats de tornada a París. Un cop tornat, al rei se li va permetre mantenir la seva posició al principi però després va ser deposat, la monarquia va ser abolida i el rei va ser jutjat i decapitat a la guillotina. Paul està fascinat per la idea del que hauria passat si l'intent de fugida de Louis hagués tingut èxit. No obstant això, la seva visió de la història en general és el que el fa vacil·lar en els seus intents. Segons Paul, la història no consisteix en certeses sinó en elements fortuïts. No obstant això, sembla que no entén la necessitat d'alguns esdeveniments crucials, per exemple, està perseguit pel seu propi passat. És jueu i va néixer durant la Segona Guerra Mundial, els seus pares van ser gasejats així com el seu germà bessó Filip, fet que va saber més tard. Com que el seu germà és mort i ell encara viu, es pregunta si la seva existència es basa o no en pura coincidència. Durant les vacances d'estiu, viatja a París per recollir més informació per incloure al seu llibre. A París coneix Pauline, una francesa jueva, i comença una aventura amb ella. A la Place de la Bastille, el punt de partida de la Revolució Francesa, Pauline fa una fotografia de Paul. Un cop tornat a casa, Paul desenvolupa la pel·lícula i descobreix un home que camina darrere seu al fons. Aquell home resulta ser la imatge de Paul. Paul només veu una explicació, que l'home és el seu germà bessó suposadament mort. Decideix tornar a París i comença a buscar el seu germà. Després de buscar durant molt de temps a París, s'adona que en realitat no busca el seu germà Filip sinó que està a la recerca d'ell mateix. En adonar-se d'això, torna amb la seva família.

## Repartiment
- Derek de Lint - Paul de Wit / Nathan Blum
- Geert de Jong - Mieke de Wit
- Evelyne Dress - Nadine
- Loudi Nijhoff - llevadora
- Ischa Meijer - Prof. Polak
- Dora Doll - Mrs. Friedlander
- Iboya Takacs - Hanna
- Kim Bagmeijer - Myriam
- Pierre Vial - Mr. Weinstock
- Tamar Baruch - Batseba
- Frank Schaafsma - Hein de Vries
- François Guizerix – Barman de l’estació
- Anne Lordon - llibretera
- George Sluizer- persona sense sostre / primer taxista
- René Bourdet - fotògraf

## Producció
Bastille va ser la primera gran pel·lícula de Rudolph van den Berg. Amb l'ajuda del director George Sluizer com a productor, van fer la pel·lícula amb un pressupost de només 330.000 euros. El tema de la pel·lícula, un home jueu que va viure sense saber-ho durant la Segona Guerra Mundial, lluitant amb la seva identitat jueva i el trauma de l'Holocaust, era un tema proper a la pròpia vida de van den Berg. A finals dels anys setanta, el director lluitava amb la seva identitat jueva. Era el que es coneix com una víctima de segona generació, fills de víctimes de l'ocupació alemanya que es preguntaven com podria haver passat l'Holocaust. Al principi, van den Berg va estudiar ciències polítiques perquè estava interessat en les connexions entre l'opressor i les seves víctimes amb uns quants valents entre els dos. A les seves pel·lícules, va intentar donar forma a allò que li resultava difícil de processar.